# Associazione Patria
Die Associazione Patria (deutsch: Vereinigung Vaterland, auch Liberalnationale Partei) war eine italienisch-nationale triestiner Partei in Österreich-Ungarn. 

## Geschichte
Die Associazione Patria hat ihre Wurzeln in den Revolutionsjahren 1848/49. Gab es zuvor ein relativ friedliches Zusammenleben der mehrheitlich italienischen Stadtbevölkerung mit den Kaufmannsfamilien aus verschiedensten europäischen Regionen, dem deutsch-österreichischen Beamtenapparat und der bäuerlich-slowenischen Bevölkerung des Triestiner Umlands, so bildeten sich in den Revolutionsjahren zwei politische Lager. Auf der einen Seiten stand die der Habsburgermonarchie loyal gegenüberstehende Gruppe, zu der neben dem Beamtenapparat und dem Großteil der Kaufleute auch die Slowenen und ein kleiner Teil der italienischen Bevölkerung gehörte. Auf der anderen Seite stand der große Teil der italienischen Bevölkerung, die angeführt von national gesinnten Intellektuellen die Idee des Risorgimento teilte und für eine Vereinigung Triests mit Italien eintrat.
In Triest kam es während der Revolutionsjahre jedoch nur zu sporadischen Tumulten, während ein größerer Aufstand unterblieb. Zudem rückte durch die Niederschlagung der Aufstände in Oberitalien und dem Friedensvertrag zwischen Österreich und dem Königreich Piemont-Sardinien eine Vereinigung von Triest mit anderen italienischen Siedlungsgebieten in Weite ferne. Daher mussten sich die italienischen Nationalisten mit den politischen Gegebenheiten arrangieren. Sie konzentrierten sich in der Folge auf die Verteidigung der kommunalen Autonomie und die kulturelle Assimilation der slawischen Bevölkerung sowie der nicht-italienischen Zuwanderer. Zudem verfolgte die Nationalliberalen legale und geheime Kontakte zum Mutterland Italien. Ideologisch verfolgten sie zudem eine antisozialistische und antiklerikale Politik. 
Die italienisch-nationalen Kreise versammelten sich zunächst in der Societá dei Trestini (Gesellschaft der Triestiner), ab 1868/69 trug die Organisation der Libernationalen die offizielle Bezeichnung Societá del Progresso (Gesellschaft des Fortschritts). 1890 erzwangen die österreichischen Behörden die Auflösung der Societá del Progresso, deren Mitglieder sich um 1892/93 zur Societá Progressista (Fortschrittsvereinigung) zusammenschlossen. 1899 spaltete sich von der Fortschrittsvereinigung der mazzinianisch-republikanische Flügel als Associazione Democratica (Demokratische Vereinigung) ab, jedoch kam es bereits 1901 zur Wiedervereinigung. In der Folge trug die Partei die offizielle Bezeichnung Associazione Patria, wobei sich die Mazzinianer 1902 erneut abspalteten. Trotz des offiziellen Namens Associazione Patria wurde die Partei im Alltag durchwegs als partito italianissimo (die italienische Partei) bzw. später als partito liberale-nazionale (Liberalnationale Partei) bezeichnet.
Die Nationalliberalen stellten zwischen 1861 und 1871 rund die Hälfte der Triestiner Abgeordneten im Abgeordnetenhaus des Reichsrats, wobei der Gemeinderat jeweils zwei Abgeordnete aus seiner Mitte nach Wien entsandte. Obwohl die Nationalliberalen im Gemeinderat fast immer über eine absolute Mehrheit verfügten, überließen sie auf Grund einer Kompromisslösung den Österreich loyal gegenüberstehenden Kräften die übrigen Reichsratssitze. Nachdem das Wahlrecht für das Abgeordnetenhaus 1873 vom Gemeinderat an die Triestiner Bürger übergegangen war, boykottierten die Nationalliberalen bis einschließlich 1891 die reichsratswahlen, wodurch Triest während dieser Zeit von ausschließlich von konservativen, österreich-loyalen Vertretern, deutsch-liberalen Politikern oder slowenischen Abgeordneten vertreten wurde. Erst nach der Ausweitung des Kurienwahlrechts auf die Allgemeine Wählerklasse im Jahr 1897 beteiligten sich die Nationalliberalen wieder an den Wahlen, wobei sie 1897 und 1901 alle fünf Mandate eroberte. 1907 kam sie auf ein Mandat, 1911 auf zwei Mandate. 